# Aurore Storckenfeldt

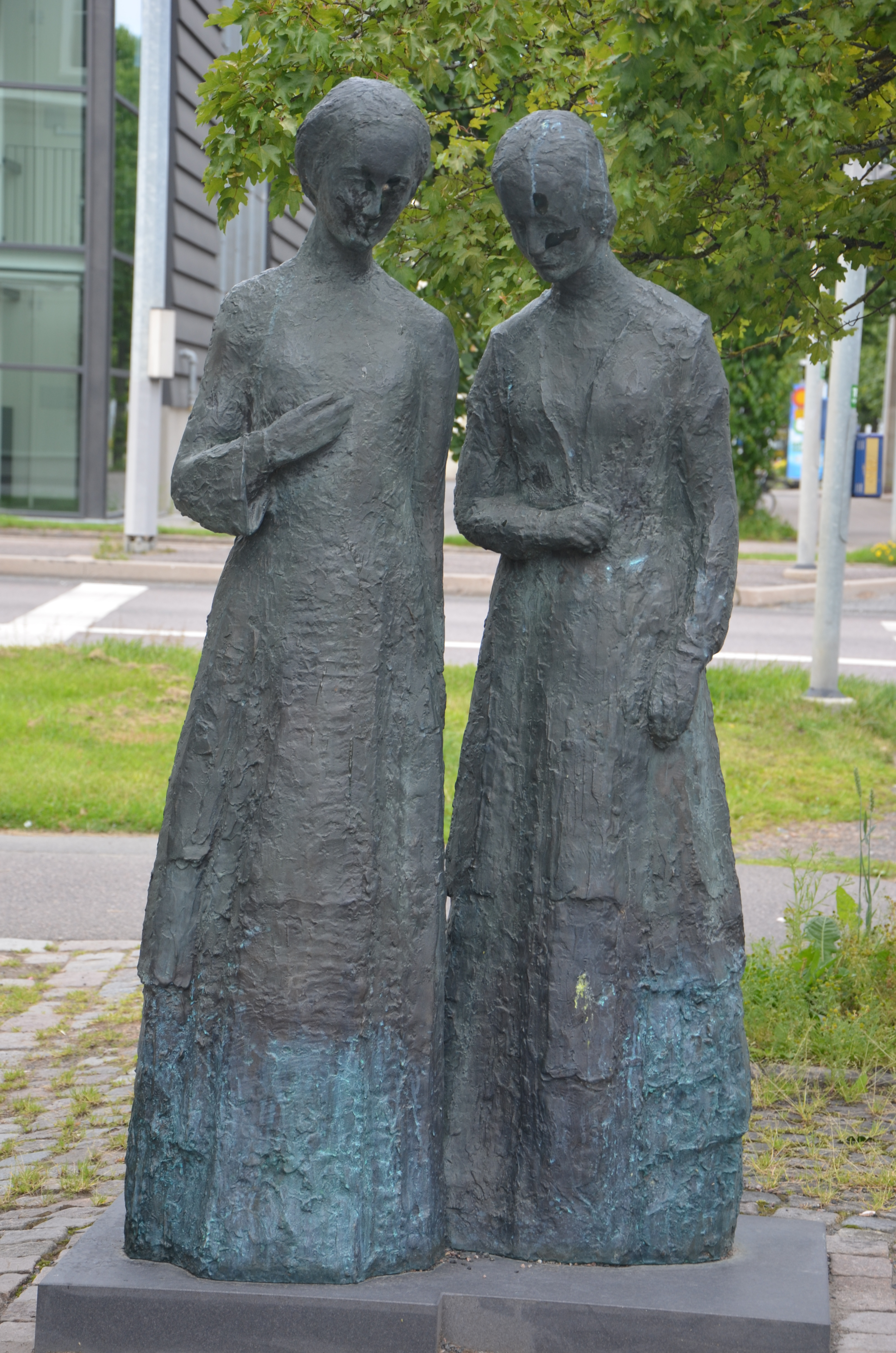
Samtal av Margareta Engström, föreställande Lina Sandell och Aurore Storckenfeldt, Gelbgjutargatan i Jönköping

Hedvig Amalia Aurora (Aurore) Storckenfeldt, född 26 december 1816 i Varnum, död 21 juli 1900 i Jönköping, var en svensk pedagog och skolgrundare. Hon grundade Storckenfeldtska skolan i Jönköping och var dess föreståndare 1847–1891. Hon var en av instiftarna av Jönköpings traktatsällskap 1853. 

## Biografi
Aurore Storckenfeldt var dotter till kaptenen Johan Adam Storckenfeldt och Magdalena Christina Uggla. Hon fick den utbildning som ansågs passande för en person av hennes kön och sociala klass: katekesen, bibliska historien och franska grammatiken med konversationsövningar. Vid sin konfirmation erbjöds hon och accepterade privat undervisning i akademiska ämnen och humaniora av konfirmationsprästen, något som uppmuntrade henne till vidare självstudier och gjorde henne till autodidakt. Hon tros också ha läst Fredrika Bremer. 
Efter faderns död blev hon i början av 1840-talet verksam som privatlärare i Jönköping och tog emot borgerliga flickor som elever i hemmet. År 1844 fanns endast fem högre ﬂickskolor i Sverige: i Askersund, Göteborg och Stockholm, men de ökade kraven på att ogifta medelklasskvinnor skulle försörja sig själva ställde krav på en högre akademisk utbildning för kvinnor. Hon grundade 1847 Storckenfeldtska skolan på Kålgården i Jönköping med tillhörande internat för 20 flickor. Denna var populär i hela landet. Själv undervisade hon i bibelkunskap, kyrkohistoria allmän och svensk historia samt engelska. Hon gjorde också studieresor i Europa. Hon beskrivs som sträng men skicklig och engagerad, och tog gärna emot fattiga elever som inte kunde betala avgift. Från 1874 fick skolan statsbidrag. Hon pensionerade sig på grund av sjukdom 1891 och överlät ansvaret åt sin fosterdotter Lina Lindsjö, som drev skolan tills den lades ned 1909.

## Eftermäle
Aurore Storckenfeldt var god vän med Lina Sandell och hon står staty nära länsmuseet, tillsammans med Lina Sandell. Statyn heter Samtal.  Statyn är gjord av Margareta Engström.